# Plouégat-Moysan
Plouégat-Moysan är en kommun i departementet Finistère i regionen Bretagne i västra Frankrike. Kommunen ligger i kantonen Plouigneau som tillhör arrondissementet Morlaix. År 2022 hade Plouégat-Moysan 720 invånare.

## Befolkningsutveckling
Antalet invånare i kommunen Plouégat-Moysan
Referens:INSEE